# Wild Bunch
Die Wild Bunch AG mit Sitz in Berlin ist ein deutsches Filmproduktions- und Verleihunternehmen. 

## Geschichte

Logo von SENATOR Entertainment AG

Bis zum 8. Juli 2015 hieß die Firma SENATOR Entertainment AG, welche seit den 1970er Jahren deutsche und internationale Kinofilme über seine operativen Töchter Senator Film Produktion und Senator Film Verleih produzierte und verlieh. Weitere Aktivitäten betrieb die Senator-Gruppe in den Bereichen Fernsehen und Musik. Im Frühjahr 2004 musste das Unternehmen vorübergehend Insolvenz anmelden. Die Schulden beliefen sich zu diesem Zeitpunkt auf 168 Millionen Euro. Die Firma war wegen großer Zerwürfnisse innerhalb des Bankenkonsortiums in Schwierigkeiten geraten. So konnte die Fortsetzung des Unternehmens nicht mehr finanziert werden. Unter einem neuen Management gelang jedoch eine Sanierung, so dass zum 1. April 2006 die Entlassung aus der Insolvenz erfolgte und ein unternehmerischer Wachstumskurs eingeleitet wurde.
Wie das Unternehmen in der zweiten Jahreshälfte 2008 ankündigte, wird ein Schwerpunkt in der Strategie der Senator Entertainment AG zukünftig in der Eigen- und Ko-Produktion deutscher Filme liegen.
Im Juni 2007 stieg Senator Entertainment durch die Übernahme von 51 % der Pro GmbH, die von Alfred Biolek und Friedrich Küppersbusch gegründet wurde, in das Fernsehgeschäft ein.
Mit der unabhängigen französischen Verleih- und Produktionsgesellschaft Wild Bunch betreibt Senator Entertainment eine enge Kooperation. Hierzu wurde am 18. Dezember 2007 über die Veräußerung von 50 % an der Senator-Tochter Central Film Verleih ein Joint Venture zwischen beiden Unternehmen geschaffen. Unter anderem beinhaltet die Zusammenarbeit die Auswertung der Produktionen von Wild Bunch auf dem deutschen Markt über den Central Film Verleih.
Von 2000 bis 2008 hielt Senator Entertainment eine 50,1 %-Beteiligung an der Berliner X Filme sowie 25 % des Berliner X-Verleihs.
Mit dem französischen Überraschungserfolg Ziemlich beste Freunde von 2011 erzielte Senator seine bisher höchsten Einnahmen, der Film spielte in Deutschland mehr als 85 Millionen US-Dollar ein. Daraufhin wurde die Produktion weiterer Filme verstärkt finanziert.
Den Erfolg von Ziemlich beste Freunde in den Zahlen von 2011 und 2012 konnte Senator nicht wiederholen. Das Unternehmen investierte trotzdem, jedoch brach der Erlös 2013 um die Hälfte gegenüber dem Vorjahr ein. Es entstand ein massiver Verlust, der das Eigenkapital nahezu vollständig aufzehrte. Die finanzielle Situation des Unternehmens galt als Grund dafür, warum Senator Under the Skin mit Scarlett Johansson in der Hauptrolle, trotz des großen Erfolgs in den Vereinigten Staaten und Großbritannien nicht in die deutschen Kinos bringen wollte. Der Verleih konnte die nach eigenen Angaben mittlerweile sechsstelligen Marketingkosten für einen nationalen Kinostart nicht mehr finanzieren. Under the Skin kam in Deutschland im Oktober 2014 schließlich lediglich auf Blu-ray und DVD heraus.
Am 25. Juli 2014 wurde bekannt, dass Senator sich mit dem französischen Independentfilmvertrieb Wild Bunch S.A. zusammenschließen will.
Am 8. Juli 2015 gab die Firma bekannt, dass sie sich in Wild Bunch AG umbenannt hat.

## Kennzahlen
Im Geschäftsjahr 2009 erwirtschaftete der Konzern einen Umsatz von 33,1 Mio. Euro. 2011 lag der Umsatz bei 28,49 Mio. Euro, 2012 bei 55,16 Mio. Euro und 2014 bei 20,4 Mio. Euro.

## Filmografie (Auswahl)
Der erste von Senator selbst produzierte Film war Manta – Der Film von Michael Arnal & Xao Seffcheque (Buch) und Peter Timm (Regie). Der Film belegte 1991 mehrere Wochen Platz 1 der Kinohitparade und lief seither mehr als 20 mal in verschiedenen deutschen Fernsehprogrammen.
Zu den von der Senator Film produzierten oder verliehenen Filmen gehören:
- 1995: Schlafes Bruder
- 1997: Praxis Dr. Hasenbein
- 1999: Bang Boom Bang – Ein todsicheres Ding
- 2000: Chocolat – Ein kleiner Biss genügt
- 2000: Im Juli
- 2001: Lammbock – Alles in Handarbeit
- 2002: Was nicht passt, wird passend gemacht
- 2003: Das Wunder von Bern
- 2005: Merry Christmas
- 2006: Wo ist Fred?
- 2007: Vollidiot
- 2007: Death Proof – Todsicher
- 2007: Zimmer 1408
- 2007: Planet Terror
- 2007: Für den unbekannten Hund
- 2007: Der Nebel
- 2008: Superhero Movie
- 2008: Wolke 9
- 2008: Zurück im Sommer
- 2009: Der Vorleser
- 2009: The Forbidden Kingdom
- 2009: Religulous
- 2009: Public Enemy No. 1 – Mordinstinkt
- 2009: Public Enemy No. 1 – Todestrieb
- 2009: Che – Revolución
- 2009: Che – Guerrilla
- 2009: Der kleine Nick
- 2010: Enter The Void
- 2011: Ziemlich beste Freunde
- 2012: Sinister
- 2012: Killing Them Softly
- 2012: Der Geschmack von Rost und Knochen
- 2012: Spring Breakers
- 2012: Ein Mordsteam
- 2012: Die Jagd
- 2013: Dead Man Down
- 2013: The Grandmaster
- 2013: Die schönen Tage
- 2013: Blau ist eine warme Farbe
- 2013: Die Pute von Panem – The Starving Games
- 2013: More than Honey
- 2014: Wish I Was Here
- 2014: Heute bin ich Samba
- 2014: Leviathan (2014)
- 2014: The Best of Me – Mein Weg zu dir
- 2014: Broadway Therapy
- 2015: 3 Türken und ein Baby
- 2015: Becks letzter Sommer
- 2015: Victoria (2015)
- 2015: Sinister 2
- 2015: Der letzte Wolf
- 2016: Ballerina
- 2019: Mein Lotta-Leben – Alles Bingo mit Flamingo!
- 2021: Das Ereignis
- 2023: Fast Charlie